# Euphorbia duvalii
Euphorbia duvalii Lecoq & Lamotte es una especie fanerógama perteneciente a la familia de las euforbiáceas. 

## Descripción
Se asemeja relativamente a Euphorbia dulcis y Euphorbia angulata, pero se distingue claramente por su rizoma leñoso, no articulado, vertical u oblicuo, hojas subcordatas en la base y cocas con verrugas de 0,8-1,1 mm.

## Hábitat y Distribución geográfica
Se encuentra en los arenales marítimos en el litoral mediterráneo en Europa y N de África y en el litoral atlántico, donde llega desde el Magreb hasta el Mar del Norte, Madeira y Canarias; introducida en Australia.

## Taxonomía
Euphorbia duvalii fue descrita por Lecoq & Lamotte y publicado en Catalogue Raisonné des Plantes Vasculaires du Plateau Central de la France 327. 1847[1848].
Etimología
Euphorbia: nombre genérico que deriva del médico griego del rey Juba II de Mauritania (52 a 50 a. C. - 23), Euphorbus, en su honor – o en alusión a su gran vientre –  ya que usaba médicamente Euphorbia resinifera. En 1753 Carlos Linneo asignó el nombre a todo el género.
duvalii: epíteto otorgado en honor del botánico francés Henri Auguste Duval.
Sinonimia
- Tithymalus duvalii (Lecoq & Lamotte) Soják (1983).
- Euphorbia papillosa Pouzolz ex Gren. & Godr. (1855), nom. illeg.
- Euphorbia ruscinonensis Boiss. (1860).
- Tithymalus papillosus Klotzsch & Garcke (1860).
- Tithymalus pouzolzii Bubani (1897).
- Tithymalus ruscinonensis (Boiss.) Soják (1972).
- Euphorbia flavicoma var. ruscinonensis (Boiss.) O.Bolòs & Vigo (1974).
- Euphorbia duvalii subsp. ruscinonensis (Boiss.) Kerguélen (1993). [3][4]